# (26013) Amandalonzo
(26013) Amandalonzo est un astéroïde de la ceinture principale.

## Description
(26013) Amandalonzo est un astéroïde de la ceinture principale. Il fut découvert le 24 mars 2001 à Socorro (Nouveau-Mexique) par le projet LINEAR. Il présente une orbite caractérisée par un demi-grand axe de 2,20 UA, une excentricité de 0,16 et une inclinaison de 4,3° par rapport à l'écliptique.

## Compléments